# Zoltán Egressy

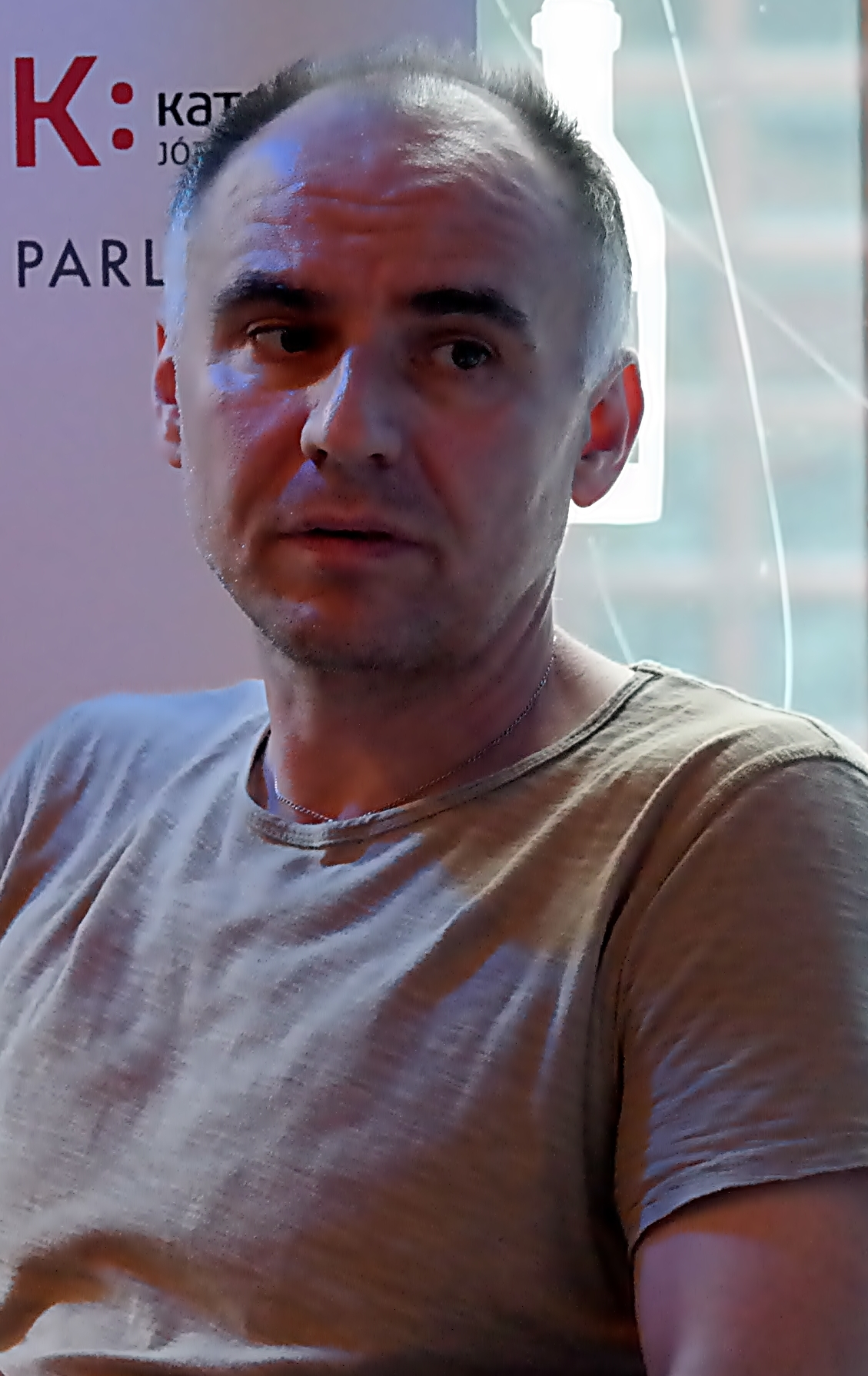
Zoltán Egressy

Zoltán Egressy [ˈzoltaːn ˈɛɡrɛʃi] (* 2. August 1967 in Budapest) ist ein ungarischer Dichter, Schriftsteller und Dramatiker.
Nach dem Erwerb der Hochschulreife studierte er Ungarische Sprache, Literatur und Geschichte an der Budapester Loránd-Eötvös-Universität und schloss das Studium 1990 ab. 1991 gab er einen Gedichtband unter dem Titel „Kusszeit“ (Csókkor) heraus, anschließend übersetzte er Fernando Pessoa und Salvatore Quasimodo ins Ungarische. Gleichzeitig war er auch in einer Underground-Band als Sänger tätig und schrieb für eine Theaterzeitschrift. Seit 1995 schreibt er Dramen, Hörspiele und Drehbücher. Sein Erstling, das Drama Sauerampfer, Bratkartoffeln, wurde im Studiotheater des József-Katona-Theaters in Budapest uraufgeführt und war ein großer Publikumserfolg. Sein zweites Stück, Portugál wurde von Andor Lukáts verfilmt. Egressys Werke erschienen in der Übersetzung von Albert Koncsek in den deutschsprachigen Ländern.
Zoltán Egressy ist mit der ungarischen Schauspielerin Ágnes Bertalan verheiratet und hat zwei Kinder.

## Dramen
- „Reviczky“
- „Portugal“ (Portugál)
- „Sauerampfer, Bratkartoffeln“ (Sóska, sült krumpli)
- „Drei Särge“ (Három koporsó)
- „Blau, blau, blau“ (Kék, kék, kék)
- „Csimpis Geburtstag“ (Csimpi szülinapja), Kinderstück
- „Verlorenes Eden“ (A vesztett éden)
- „4 × 100“
- „Fafeye“ (Fafeye, a tenger ész), Kinderstück
- „Unfall“ (Baleset)
- „Der Präzeptor“ (Dokumentarspiel)

## Preise
- 1996/97: Stipendium des Budapester Theaters Új Színház
- 1998/99: Stipendium des Budapester Attila-József-Theaters
- 2001/2002: Stipendium des Dritten Theaters Pécs
- 1999: Ernő-Szép-Preis
- 2000: Örkény-Stipendium

| Personendaten    | Personendaten           |
| ---------------- | ----------------------- |
| NAME             | Egressy, Zoltán         |
| KURZBESCHREIBUNG | ungarischer Bühnenautor |
| GEBURTSDATUM     | 2. August 1967          |
| GEBURTSORT       | Budapest                |